# Kron
A kron a földtörténeti időskálán a korszaknál rövidebb egység, a korszakot tagolja részekre. A geokronológiai felosztásban a legrövidebb időegység.
A kron rétegtani megfelelője a kronozóna. A kron nem szerepel a Nemzetközi Rétegtani Bizottság által készített Nemzetközi Rétegtani Diagramon.